# Мемориальный музей немецких антифашистов
Красного́рский филиа́л Музе́я Побе́ды — музей в Красногорске, основанный в 1985 году. Филиал Центрального музея Великой Отечественной войны (Музей Победы).

## История
В марте 1942 года в Красногорске был создан лагерь военнопленных № 27. Через него прошли около 50 тыс. немецких военнопленных. В нем содержались 530 генералов, тысячи офицеров, дети видных политиков и учёных, научная и творческая интеллигенция, дипломаты. Статус лагеря был настолько высоким, что его начальник назначался и смещался лично наркомом внутренних дел. К 1945 г. в лагере содержалось 12 тысяч военнопленных, в распоряжении которых были баня, лазарет, мастерские, техническое бюро, кухня, склад, сапожная мастерская, клуб, три овощехранилища, конный парк. Условия содержания в лагере № 27 были значительно лучше, чем в прочих лагерях для немецких военнопленных.
В 1943 году в Красногорск из Горьковской области перевели Центральную школу антифашистов. Её отделили колючей проволокой от основной территории лагеря, учащихся поселили в трехэтажных коттеджах. Занятия не были принудительными, но за участие в них пленным давалась большая порция хлеба и каши. Здесь была создана антифашистская организация из немецких военнопленных — национальный комитет «Свободная Германия».
Лагерь № 27 существовал до 1950 г.
В 1985 году по предложению руководства ГДР в бывшем здании Центральной школы антифашистов был создан Мемориальный музей немецких антифашистов..
В 2004 году музей в статусе филиала вошел в структуру Центрального музея Великой Отечественной войны 1941-1945 гг.
Музей располагается в историческом здании постройки 1930-х годов, подвергшемся реконструкции; в нём в период с 1943 по 1948 год действовала Центральная антифашистская школа военнопленных.

## Наиболее ценные коллекции
- Коллекция немецких знаков и наград;
- Коллекция листовок, выпущенных СНО, НКСГ, ГлавПУРККА;
- Подборки газет «Heimkehrer» («Возвращающийся домой»), «Freies Deutschland» («Свободная Германия»), «Freies Deutschland im Bild» («Иллюстрированная свободная Германия»), «Alba», «Frontillustrierte» («Фронтовая иллюстрированная»);
- Коллекция поделок военнопленных;
- Коллекция графики по антифашистской тематике;
- Коллекция фотографий военнопленных, лагерей для военнопленных, карательных операций, немецких захоронений;
- Коллекция советской и немецкой униформы;
- Коллекция холодного оружия[2].

## Крупные выставочные проекты
- «Эрнст Тельман в Советском Союзе». Москва — Берлин, 1986—1987.
- «Немецкие интернационалисты — участники Октябрьской революции и гражданской войны». Москва — Берлин, 1987—1988.
- «45 лет национального комитета „Свободная Германия“». Москва — Берлин, 1988.
- «СССР и ГДР. История и современность». Москва, 1989.
- «Красногорск в годы войны. 1941—1945. Лагерь военнопленных в Красногорске и Мемориальный музей немецких антифашистов». Нидерланды, 1992.
- «Противостояние. Советская и немецкая военная пропаганда в годы Второй мировой войны». Нидерланды, 1995.
- «Военнопленные». Бонн — Москва, 1996.
- «Война Германии против Советского Союза», «Берлинские фестивали». ММНА.
- «Советские военнопленные в Германии — немецкие военнопленные в СССР». Дом истории ФРГ.
- «Школа нашей мечты». Гёте-институт, ММНА.
- «Австрийские военнопленные». Центр «Москва», ММНА.
- «Венгерские военнопленные». Венгерский культурный центр, ММНА[2].

## Издания, выпущенные музеем
- За Германию — против Гитлера. Сборник документов и материалов о создании и деятельности Национального комитета «Свободная Германия». — М., 1993.
- Национальный комитет «Свободная Германия» и Союза немецких офицеров. — Красногорск, 1996.
- Бродский Е. А. Генералы против Гитлера. — Красногорск, 1996.
- Крупенников А. А. В первых боях. — Красногорск, 1998.
- Троицкий Н. Тяжёлые сны. — Красногорск, 1998.
- Трагедия войны — трагедия плена. — Красногорск, 1999.
- Трагедия и героизм (Советские военнопленные. 1941—1945 годы). — М., 1999.
- Епифанов А. Сталинградский плен 1942—1956 годы. — Красногорск, 1999.
- Антифашистская графика времён войны. — М.: Рейттаръ, 2003.
- Всеволодов В. А. «Срок хранения — постоянно!» Краткая история лагеря военнопленных и интернированных УПВИ НКВД-МВД СССР № 27 (1942—1950). — М.: Московский издательский дом, 2003. — 272 с. — ISBN 5-900747-12-3.[2]